# War Games
War Games treći je studijski album njemačkog heavy metal-sastava Grave Digger. Diskografska kuća Noise Records objavila ga je 1. veljače 1986. Službeni tekstovi pjesama objavljeni su na japanskom izdanju iz 1994.

## Popis pjesama
| 1. | »Keep On Rockin'«           | 3:05 |
| 2. | »Heaven Can Wait«           | 3:33 |
| 3. | »Fire in Your Eyes«         | 3:44 |
| 4. | »Let Your Heads Roll«       | 4:05 |
| 5. | »Love Is Breaking My Heart« | 4:06 |

| Strana B | Strana B                           | Strana B | Strana B | Strana B | Strana B | Strana B | Strana B | Strana B | Strana B |
| Br.      | Skladba                            | Trajanje |          |          |          |          |          |          |          |
| -------- | ---------------------------------- | -------- | -------- | -------- | -------- | -------- | -------- | -------- | -------- |
| 6.       | »Paradise«                         | 4:13     |          |          |          |          |          |          |          |
| 7.       | »(Enola Gay) Drop the Bomb«        | 3:27     |          |          |          |          |          |          |          |
| 8.       | »Fallout«                          | 4:55     |          |          |          |          |          |          |          |
| 9.       | »Playin' Fools«                    | 3:56     |          |          |          |          |          |          |          |
| 10.      | »The End« (instrumentalna skladba) | 2:25     |          |          |          |          |          |          |          |
| 37:29    |                                    |          |          |          |          |          |          |          |          |

## Zasluge
Grave Digger
- Chris Boltendahl – vokal, produkcija, koncept naslovnice
- Peter Masson – gitara
- Albert Eckardt – bubnjevi
- C.F. Brank – bas-gitara

Dodatni glazbenici
- Michael Flechsig – prateći vokal

Ostalo osoblje
- Jan Němec – produkcija, miks, inženjer zvuka, mastering
- Karl-U. Walterbach – produkcija